# ディズニードル
ディズニードル（英語：Disney dollar）は、ウォルト・ディズニー・カンパニーが運営する、主に米国にある施設内のみにおいて通用する地域通貨、企業通貨である。通貨記号は$（ドル記号）。ディズニーダラーともいう。名称、単位名はディズニーと米ドルに由来する。

## 概要
日本にある東京ディズニーリゾートでのギフトカードにあたる。
米国の紙幣（米ドル）とサイズ、形、デザインが似ているが、ディズニードルの紙幣には、ディズニーのキャラクターであるミッキーマウス、ミニーマウス、ドナルドダック、グーフィー、プルート、ダンボおよびまたはディズニーランドやディズニーワールドのランドマークの絵が描かれている。ディズニー社の米国のテーマパーク、ディズニー・クルーズ・ライン、ディズニーストア、およびカリブ海のディズニーのプライベートアイランド、キャスタウェイ・ケイの特定の地域で利用できる。またディズニーリゾートで、米ドルに交換することができる。
この紙幣は、ディズニーのテーマパーク、ディズニークルーズ船のディズニーズの寄港地、およびディズニーストアで商品またはサービスの購入に使用することができる 。 しかし、自動販売機とは互換性がなく、もし自販機を使用する場合は米ドル紙幣を使用しなければならない。また、購入にディズニードルが使用され、おつりが出た場合、そのおつりは米ドルで提供される。
ディズニードルにはAとDのシリーズがあり、前者はカリフォルニア州南部のディズニーランドのために、後者はフロリダ州中央部のディズニーワールドのために作られた。 2005年、両リゾートはディズニーランドの創立50周年を記念して、ディズニーアーティスト、チャールズ・ボイヤーがデザインした50ドル紙幣を発行した。 2004年以降、ディズニーストア向けにTシリーズも発売された。 特別版は時々インセンティブの形でディズニーのキャストメンバーに販売された。
しばしばお土産としてゲストに持ち帰られ、さらにディズニーファンによって積極的に収集されている。
2016年5月14日に紙幣の発行が中止された。
その希少価値から、ディズニーファンによる収集はより積極的になると思われる。ただし、引き続き使用可能である。

## 歴史
1987年5月5日、ディズニードルはディズニーランドで使用が開始され、10月2日にウォルトディズニーワールドのエプコットセンターでも使用され始めた。紙幣はもともと1ドルと5ドルのみだったが、1990年に、10ドル紙幣が追加された。1992年、ディズニーストアでも使われ始めた。 1993年11月18日にはのミッキーマウスのスクリーンデビュー65周年を記念して特別な1ドル紙幣が発行された。2016年5月14日に新規発行が中止された。

## 紙幣
1987年5月5日から2016年5月14日まで発行された。
過去に発行された紙幣とその表面の肖像は以下の通り。
- 1ドル紙幣
  - ミッキーマウス - 1987〜1991年[A]、1993〜2003年[B]、2008〜2009年発行[C]。
  - チキン・リトル - 2005年発行[28]。
  - ダンボ - 2005年発行[29]。
  - シンデレラ - 2006年発行[30]。
  - アリエル - 2007年発行[31]。
  - スカル - 2007年[32]、2011年発行。[33]
  - ドラゴン（マレフィセント） - 2013年発行[34]。
  - クルエラ・ド・ヴィル - 2013年発行[35]。
  - アースラ - 2013年発行[36]。
  - フック船長 - 2013年発行[37]。
  - スプラッシュ・マウンテン - 2014年発行[38]。
- 5ドル紙幣
  - グーフィー - 1987〜1991年[D]、2003年[52]、2006年発行[53]。
  - ミッキーマウス - 2001年[54]、2008年発行[55]。
  - 白雪姫 - 2002年発行[56]。
  - ドナルドダック - 2005年発行[57]。
  - オーロラ姫 - 2007年発行[58]。
  - デイジーダックとミニーマウス - 2009年発行[59]。
  - ビッグサンダー・マウンテン - 2014年発行[60]。
- 10ドル紙幣
  - ミニーマウス - 1990〜1991年[E]、1993〜1996年[F]、1998年[68]、2006年発行[69]。
  - シンバ - 1997年発行[70]。
  - ドナルドダック - 2000年[71]、2003年発行[72]。
  - ミッキーマウスとミニーマウス - 2001年発行[73]。
  - ティンカーベル - 2002年発行[74]。
  - スティッチ - 2005年発行[75]。
  - シンデレラ - 2007年発行[76]。
  - ミッキーマウス - 2008年発行[77]。
  - ドナルドダックとグーフィーとミッキーマウス - 2009年発行[78]。
  - スペース・マウンテン - 2014年発行[79]。
- 50ドル紙幣
  - ミッキーマウス - 2005年発行[80]。

### セキュリティ
ディズニードル紙幣は、マイクロ文字や光反射型インクのような、先進国の通貨と同様の偽造防止機能を用いて印刷されており、これらを不正にコピーするのは難しいとされている。さらに、光沢のある小さな点や各紙幣に固有のシリアル番号と文字が印刷されている。また紙幣の表裏にはインプリントが印刷されている。